# Chi Tiểu hồi hương
Chi Tiểu hồi hương (danh pháp khoa học: Foeniculum) là một chi của khoảng 9-10 loài cây thân thảo trong họ Hoa tán (Apiaceae hay Umbelliferae).
Loài cây được biết đến nhiều nhất là tiểu hồi hương hay tiểu hồi (Foeniculum vulgare), được một số nhà thực vật học coi như là loài duy nhất của chi này. Tên gọi khoa học của chi có nguồn gốc từ tiếng La tinh feniculum, fœniculum, cách gọi giảm nhẹ của fenum, fœnum, nghĩa là "cỏ khô".

## Loài
- Foeniculum scoparium Quézel
- Foeniculum subinodorum Maire, Weiller & Wilczek
- Foeniculum vulgare Mill. (đồng nghĩa: F. capillaceum, F. dulce, F. foeniculum, F. officinale, F. panmorium, F. rigidum)
  - Foeniculum vulgare convar. azoricum (F. azoricum)
  - Foeniculum vulgare subsp. sativum (F. vulgare convar. sativum, F. vulgare var. sativum)
  - Foeniculum vulgare subsp. subinodorum (F. subinodorum)

## Khác
- Foeniculum capense = Carum capense
- Foeniculum carvi = Carum carvi
- Foeniculum graecum = Sium graecum
- Foeniculum kraussianum = Pimpinella caffra
- Foeniculum peucedanoides = Silaus carvifolius
- Foeniculum salsum = Sium salsum
- Foeniculum segetum = Ridolphia segetum